# Gederbach
Der Gederbach ist ein etwa  21⁄2 Kilometer langes Fließgewässer im nordrhein-westfälischen Ennepe-Ruhr-Kreis und ein ostsüdöstlicher und rechter Zufluss der Ruhr.

## Name
Der Name leitet sich vom germanischen Wort *garda- für 'Fischzaun' und dem Suffix -ina ab. Vergleiche hierzu die Ersterwähnung des Ortes Gedern (Gerdene, 1287).

## Geographie

### Verlauf
Der Gederbach entspringt in der Gemarkung des Wittener Stadtteils Annen auf einer Höhe von ungefähr 188 m ü. NHN in der Flur In der Gederbach am Rande eines Nadelwalds, etwa 700 m westlich des Herdecker Stadtteils Ende. Seine Quelle liegt südlich des Wartenbergwegs, unweit der Gemeindegrenze zu Herdecke.
Er fließt in westsüdwestlicher Richtung zunächst am Nordwestrand des Waldes durch ein enges Tal zwischen dem 246,2 m ü. NHN hohen Wartenberg auf seiner rechten Seite und dem Arenberg auf der linken. 

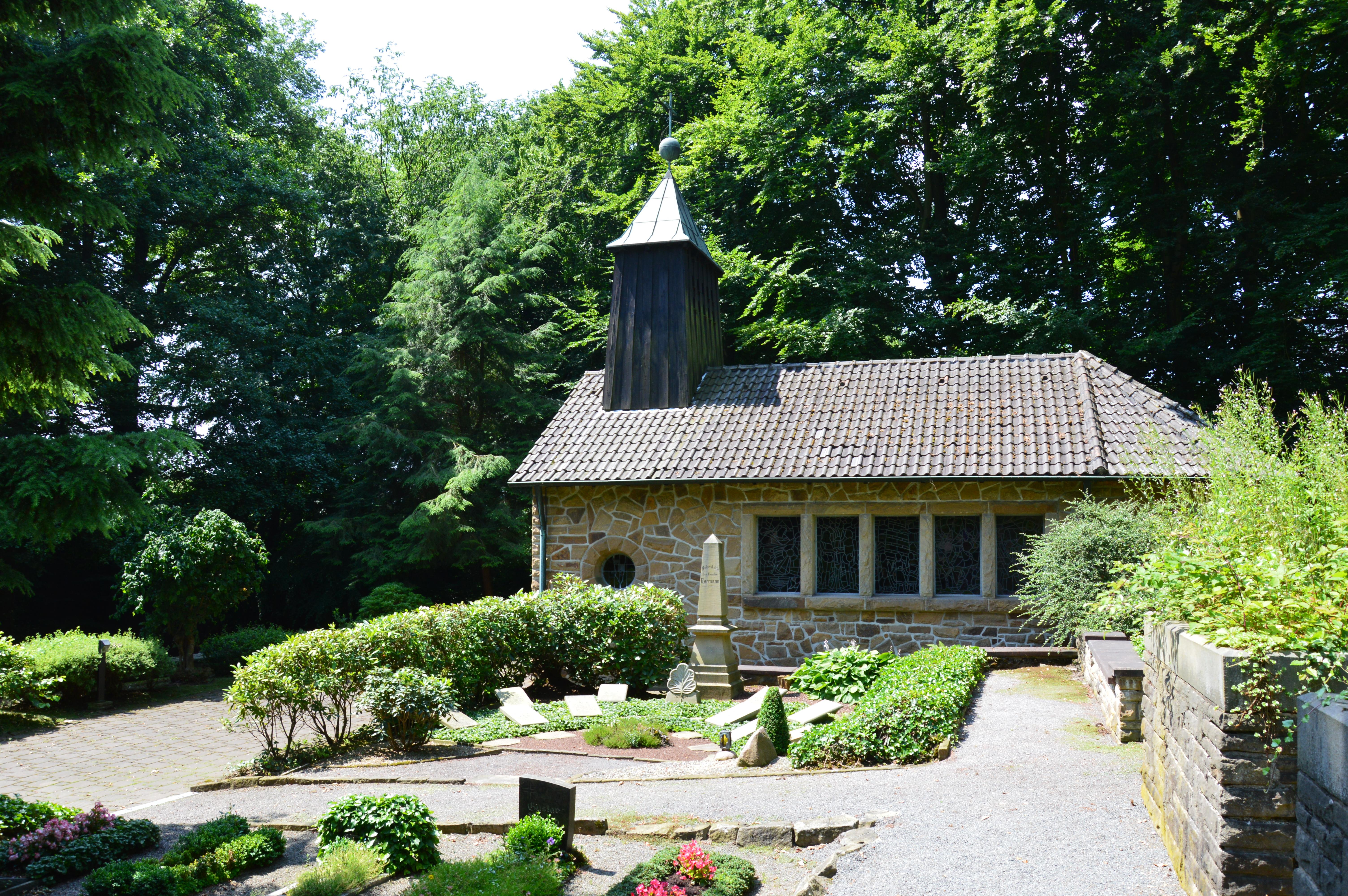
Die Kapelle Gedern mit Friedhof

Dabei fließen ihm auf der linken Seite nacheinander drei namenlose Waldbächlein zu und etwas bachabwärts in der Flur In der Gederbach nimmt er auf der anderen Seite ein viertes namenloses Waldbächlein auf. Etwa ab dort wird er auf seiner rechten Seite vom Gederbachweg begleitet. Der Gederbach bildet einen kleinen Teich, fließt dann durch den gleichnamigen Weiler. Er kreuzt dann den Weg Am Arenberg und läuft danach an einem auf seiner rechten Seite liegenden zweiten Teich vorbei. Er zieht nun teils durch Grünland und teils durch Waldgelände, wird dann auf seiner linken Seite von einem weiteren namenlosen Waldbächlein gespeist und fließt danach an der zur Evangelischen Kirchengemeinde Ende gehörenden Friedhofskapelle Gedern vorbei.
Der Gederbach erreicht nun das als Stadtteilbezirk zu Annen gehörende Dorf Gedern, unterquert noch die B 226, dort auch Wetterstraße genannt, gleich danach die Gleisanlagen des Verkehrsverbunds Rhein-Ruhr und mündet schließlich auf einer Höhe von etwa 82 m ü. NHN von rechts in die aus dem Süden heranziehende Ruhr.
Der 2,5 km lange Lauf des Gederbachs endet ungefähr 106 Höhenmeter unterhalb seiner Quelle, er hat somit ein mittleres Sohlgefälle von circa 42 ‰.

### Einzugsgebiet
Das 1,635 km² große Einzugsgebiet des Gederbachs liegt im Ardeygebirge und wird durch ihn über die Ruhr und den Rhein zur Nordsee entwässert.
Es grenzt
- im Nordosten an das Einzugsgebiet des Kermelbachs, der über den Borbach in die Ruhr entwässert;
- im Südosten an das des Enderbachs, der in die Ruhr mündet und
- ansonsten an das der Ruhr direkt.

Das Einzugsgebiet ist zum großen Teil bewaldet, nur im Quellbereich überwiegen landwirtschaftliche Nutzflächen und im ganzen Einzugsgebiet verstreut liegen  Einzelgehöfte. Der höchst Punkt ist der 269,4 m ü. NHN hohe Arenberg im Süden des Einzugsgebiets.

## Natur und Umwelt
Der Gederbach fließt im Landschaftsschutzgebiet Wartenberg/Arenberg/Kalmerskopf/Im Schuppling in Witten. Er ist zum Teil begradigt und seine Wassergüte liegt bei I-II.
In dem bachbegleitender Erlenwald wachsen Schwarzerlen, Hainbuchen, Eschen, Stieleichen und Schwarzer Holunder.